# IAFL1 Conference 2014
La IAFL1 Conference 2014 è stata la 2ª edizione del campionato irlandese di football americano di secondo livello, organizzato dalla IAFL.

## Squadre partecipanti
| Club                      | Città    | Stadio | Sponsor ufficiale | Risultato nella stagione 2013 |
| ------------------------- | -------- | ------ | ----------------- | ----------------------------- |
| Cork Admirals             | Cork     |        |                   |                               |
| Drogheda Lightning        | Drogheda |        |                   |                               |
| Meath Bulldogs            | Navan    |        |                   |                               |
| Mullingar Minotaurs       | Athlone  |        |                   |                               |
| University College Dublin | Dublino  |        |                   |                               |

## Stagione regolare

### Calendario

#### 1ª giornata
| Mullingar 23 marzo 2014, ore 13:00 | Mullingar Minotaurs | 0 – 26 | University College Dublin | Harbour Field |

#### 2ª giornata
| Belfield 30 marzo 2014, ore 13:00 | University College Dublin | 53 – 0 | Cork Admirals | UCD Bowl |

#### 3ª giornata
| Drogheda 6 aprile 2014, ore 14:00 | Drogheda Lightning | 8 – 14 | Mullingar Minotaurs | St. Oliver's Community College |

#### 4ª giornata
| Navan 13 aprile 2014, ore 14:00 | Meath Bulldogs | 2 – 0 | University College Dublin | Navan RFC |

#### 5ª giornata
| Cork 27 aprile 2014, ore 14:00 | Cork Admirals | 20 – 8 | Meath Bulldogs | Christian Brothers College Sports Grounds |

#### 6ª giornata
| Belfield 4 maggio 2014, ore 14:00 | University College Dublin | 61 – 0 | Drogheda Lightning | UCD Bowl |

#### 7ª giornata
| Mullingar 11 maggio 2014, ore 14:00 | Mullingar Minotaurs | 8 – 0 | Meath Bulldogs | Harbour Field |

#### 8ª giornata
| Drogheda 18 maggio 2014, ore 14:00 | Drogheda Lightning | 0 – 6 | Cork Admirals | St. Oliver's Community College |

#### 9ª giornata
| Cork 25 maggio 2014, ore 14:00 | Cork Admirals | 8 – 6 | University College Dublin | Christian Brothers College Sports Grounds |

#### 10ª giornata
| Belfield 1º giugno 2014, ore 14:00 | University College Dublin | 20 – 0 | Mullingar Minotaurs | UCD Bowl |

#### 11ª giornata
| Mullingar 8 giugno 2014, ore 14:00 | Mullingar Minotaurs | 16 – 0 | Cork Admirals | Harbour Field |

#### 12ª giornata
| Belfield 22 giugno 2014, ore 14:00 | University College Dublin | 37 – 8 | Meath Bulldogs | UCD Bowl |

| Cork 22 giugno 2014, ore 14:00 | Cork Admirals | 30 – 6 | Drogheda Lightning | Christian Brothers College Sports Grounds |

#### 13ª giornata
| Drogheda 29 giugno 2014, ore 14:00 | Drogheda Lightning | 0 – 47 | University College Dublin | St. Oliver's Community College |

#### 14ª giornata
| Navan 4 luglio 2014, ore 20:30 | Meath Bulldogs | 22 – 29 | Mullingar Minotaurs | Navan RFC |

#### 15ª giornata
| Mullingar 13 luglio 2014, ore 14:00 | Mullingar Minotaurs | 44 – 0 | Drogheda Lightning | Harbour Field |

| Navan 13 luglio 2014, ore 14:00 | Meath Bulldogs | 6 – 12 | Cork Admirals | Navan RFC |

#### 16ª giornata
| Navan 26 luglio 2014, ore 18:30 | Meath Bulldogs | 29 – 14 | Drogheda Lightning | Navan RFC |

#### 17ª giornata
| Cork 3 agosto 2014, ore 14:00 | Cork Admirals | 16 – 9 | Mullingar Minotaurs | Christian Brothers College Sports Grounds |

| Drogheda 3 agosto 2014, ore 14:00 | Drogheda Lightning | 6 – 22 | Meath Bulldogs | St. Oliver's Community College |

### Classifica
La classifica della regular season è la seguente.
- PCT = percentuale di vittorie, G = partite giocate, V = partite vinte,  P = partite perse, PF = punti fatti, PS = punti subiti

| Pos. | Squadra                   | PCT  | G | V | N | P | PF  | PS  |
| ---- | ------------------------- | ---- | - | - | - | - | --- | --- |
| 1    | University College Dublin | .750 | 8 | 6 | 0 | 2 | 250 | 18  |
| 2    | Cork Admirals             | .750 | 8 | 6 | 0 | 2 | 92  | 104 |
| 3    | Meath Bulldogs            | .500 | 8 | 4 | 0 | 4 | 104 | 119 |
| 4    | Mullingar Minotaurs       | .500 | 8 | 4 | 0 | 4 | 113 | 99  |
| 5    | Drogheda Lightning        | .000 | 8 | 0 | 0 | 8 | 34  | 253 |

## I IAFL1 Bowl
| 17 agosto 2014 | Cork Admirals | 0 – 40 | University College Dublin |  |

## Verdetti
- University College Dublin Vincitori della IAFL1 Conference 2014